# Ribeirão Guarapó
Ribeirão Guarapó är ett vattendrag i Brasilien.   Det ligger i delstaten São Paulo, i den sydöstra delen av landet, 800 km söder om huvudstaden Brasília.
Omgivningarna runt Ribeirão Guarapó är en mosaik av jordbruksmark och naturlig växtlighet. Runt Ribeirão Guarapó är det ganska tätbefolkat, med 166 invånare per kvadratkilometer.